# Comuna Lisovi Hrînivți, Hmelnîțkîi
Lisovi Hrînivți (în ucraineană Лісові Гринівці) este o comună în raionul Hmelnîțkîi, regiunea Hmelnîțkîi, Ucraina, formată din satele Lisovi Hrînivți (reședința) și Skarjînți.

## Demografie
Componența lingvistică a comunei Lisovi Hrînivți
     Ucraineană (97,04%)
     Rusă (2,49%)
     Alte limbi (0,21%)
Conform recensământului din 2001, majoritatea populației comunei Lisovi Hrînivți era vorbitoare de ucraineană (97,04%), existând în minoritate și vorbitori de rusă (2,49%).